# Maria Susanna Cummins
Pour les articles homonymes, voir Cummins (homonymie).
Œuvres principales
- L'Allumeur de réverbères (1854)

Maria Susanna Cummins est une romancière américaine née le 9 avril 1827 et morte le 1er octobre 1866. Elle est surtout connue pour son roman pour la jeunesse L'Allumeur de réverbères (The Lamplighter) écrit en 1854.

## Biographie
Maria Susanna Cummins naît en 1827 à Salem dans l’État du Massachusetts. Elle est l'aînée des quatre enfants de David Cummins et de sa troisième femme, Maria Franklin Kittredge, sœur de sa deuxième épouse, Catherine Kittredge. Son père, un avocat et un juge, avait déjà neuf autres enfants de ses deux premiers mariages. Elle reçoit une éducation à domicile. Décelant chez sa fille un talent pour l’écriture, son père l'encourage très tôt à devenir écrivain et étudie avec elle les auteurs classiques. Elle intègre ensuite l’École pour jeunes filles de Mme Charles Sedgwick (Mrs. Charles Sedgwick's Young Ladies School) à Lenox.
En 1854, à l'âge de 27 ans, Maria Susanna publie L'Allumeur de réverbères (The Lamplighter), un roman sentimental qui devient très populaire et fait largement connaître son auteur. Un critique littéraire a qualifié le roman comme étant « l'un des récits les plus originaux et les plus simples ». En huit semaines, il s'en vend 40 000 exemplaires et en totalise 70 000 à la fin de sa première année de publication. Il est traduit en six langues.
Elle écrira d'autres romans, dont Mabel Vaughan (1857), mais aucun n'aura le succès de sa première œuvre.
La romancière restera à Dorchester le restant de sa courte vie et mènera une existence calme et isolée. Non mariée, elle enseignera le catéchisme à l’église First Unitarian Church. Elle voyage et écrit deux longs essais sur son expérience à l'étranger dans le journal The Atlantic Monthly : A Talk about Guides (juin 1864) et Around Mull (juillet 1865) traitent de son séjour en Angleterre, en Écosse et dans les Alpes. Elle rentre de son deuxième voyage en Europe dans un mauvais état de santé et meurt en 1866, à l’âge de 39 ans.

## Œuvre publiée en France
- 1854 : L'Allumeur de réverbères (The Lamplighter) Première publication en France en 1854, traduit par Émile de La Bédollière, illustré par Foulquier, Paris : Gustave Barba (Lire en ligne)

- 1857 : Mabel Vaughan (Mabel Vaughan) Première publication en France en 1858, traduit par Mme Henriette Loreau, Paris : Librairie Hachette et Cie, collection : « Bibliothèque des meilleurs romans étrangers », 491 p[6]. (Lire en ligne)

- 1860 : La Rose du Liban (El Fureidis) Première publication en France en 1861, traduit par M. Charles Bernard-Derosne, Paris : Hachette[7] (Lire en ligne)

- 1864 : Les Cœurs hantés (Haunted Hearts) Première publication en France en 1886, traduit par Mme de Marche, Paris : Hachette, collection : « Bibliothèque des meilleurs romans étrangers », 305 p[8].

## Œuvre complète
- 1854 : The Lamplighter, roman
- 1857 : Mabel Vaughan, roman
- 1860 : El Fureidis, roman
- 1864 : Haunted Hearts, roman
- 1864 : A Talk About Guides, essai
- 1865 : Around Mull, essai

## Sources
Bibliographie
- Pages 77 à 80 de Writers of the American Renaissance: An A-to-Z Guide de Denise D. Knight (Lire en ligne)

Sites Internet
- (en) Biographie de Maria Susanna Cummins

- (en) Cet article est partiellement ou en totalité issu de l’article de Wikipédia en anglais intitulé « Maria Susanna Cummins » (voir la liste des auteurs).